# Camilo Labrador Vicuña
Camilo Labrador y Vicuña (Lanaja, Huesca, 15 de julio de 1807 - ) fue un político, científico y escritor aragonés. 

## Biografía
Camilo Labrador Vicuña nació en Lanaja el 15 de julio de 1807 y fue bautizado en la iglesia de la Asunción dos días después. Era hijo del médico de Lanaja, Don Francisco Labrador, cuya familia procedía de Fraga, y de Catalina Vicuña, nacida en Pastriz.
Procede de una familia acomodada con personajes con cargos relevantes e interesados en la convulsa política del momento, como su sobrino-nieto el guerrillero Enrique Abío Ezquerra o su sobrino Antonio José Ezquerra Labrador, Auditor de Guerra de primera clase de Aragón y Comendador de la Orden de Carlos III, casado con Florentina Sasot Callén, sobrina a su vez del diputado Andrés Callén y Royo. 

## Milicia y Política
Se incorporó a la Milicia Nacional, llegando a ser oficial y luchó en batalla contra los carlistas. Más tarde, se involucró en la convulsa política del momento, siendo elegido diputado por Huesca en varias legislaturas, en dos senador, miembro de la Junta Revolucionaria que derrocó a Isabel II en 1868, y finalmente Consejero de Estado. 
Como senador, fue uno de los 258 parlamentarios que en sesión solemne y conjunta de Las Cortes españolas votaron a favor de la proclamación de la Primera República, el 11 de febrero de 1873.
El Diario de Sesiones del Senado registra multitud de intervenciones suyas sobre los más variados asuntos de economía y política, entre las que destaca su enfrentamiento al marqués de Salamanca.

## Científico
En el terreno científico, fue el introductor en España del sistema métrico decimal y del moderno sistema de pesos y medidas, escribiendo varios libros divulgativos sobre este asunto.